# Eupithecia cuculliaria
Eupithecia cuculliaria es una especie de polilla de la familia Geometridae. La especie fue descrita por primera vez por Hans Rebel habiendo sido descrita en 1906, con distribución en Europa. La envergadura es de unos 15 a 19 milímetros (0,6 a 0,7 plg). Tiene similitud con otra especie Mediterránea, E. spissilineata, ambos del grupo de especies E. breviculata.

## Distribución
La polilla se encuentra en regiones mediterráneas, incluyendo Italia, Croacia, Eslovenia, Albania, Bosnia y Herzegovina, Macedonia del Norte, Grecia, Bulgaria, Turquía y el Oriente Próximo.

## Descripción
Los palpos labiales, así como su frente tienen un tono marrón claro, amarillento. Las antenas son un tanto más grisáceos. El ala anterior es de un marró amarillento con líneas transversas levemente sinuosas y levemente anguladas a nivel de la costa. La línea posteromedial hace curva también a nivel de la costa, acompañada de marcas marrones más oscuros en las venas del lado interno del ala. El ala posterior tiene el mismo color marrón amarillento con líneas transversas más oscuras y un pequeño punto discal. El abdomen es igualmente marrón amarillento con un leve tono grisáceo.